# 莱茵-美因城市群

法蘭克福萊茵-美因大都會區（德語：Metropolregion Frankfurt/Rhein-Main），常簡稱為萊茵美因都會區（Rhein-Main-Gebiet）或法萊美區（Frankfurt Rhein-Main），是德國第三大都會區，僅次於魯爾區和柏林大都市區，居住有約580萬人口。法蘭克福萊茵-美茵位於德國中西部，地跨黑森、萊茵、巴伐利亚三個邦，最大的城市是美茵河畔法蘭克福，另外還有黑森邦首府威斯巴登、萊茵邦首府美因茨，以及古代黑森大公國故都达姆施塔特等主要城市。

## 外部連結
- Planungsverband Ballungsraum Frankfurt/Rhein-Main Frankfurt/Rhine-Main Conurbation Planning Association （页面存档备份，存于）
- Region Frankfurt RheinMain online - Gateway to Europe
- Frankfurt International Airport （页面存档备份，存于）
- Rhein-Main Metropolitan Transit （页面存档备份，存于）
- Frankfurt Economic Support （页面存档备份，存于）
- Frankfurt/Rhein-Main 2020 – the European metropolitan region[永久]
- One region - Boundless possibilities

50°06′N 8°42′E / 50.1°N 8.7°E